# Гугин, Григорий Иванович
Григорий Иванович Гугин (8 [20] апреля 1898, Залужье, Ярославская губерния — 26 ноября 1937, Москва) — советский военный деятель, начальник политического управления Черноморского флота. Член Военного совета НКО СССР, армейский комиссар 2-го ранга (20.11.1935).

## Биография
Григорий Иванович Гугин родился 8 (20) апреля 1898 в деревне Залужье (ныне — в Ярославском районе Ярославской области). В ранней молодости покинул родную деревню, начал трудовую деятельность. Попал под влияние большевиков, активно участвовал в революционной подпольной работе, вступил в РСДРП(б) в 1915 году.
В 1917 году активно участвовал в революционных событиях. Во время Февральской революции он занимался агитацией в воинских частях, после неё — формированием отрядов Красной гвардии, в ходе Октябрьской революции был помощником командира одного из отрядов Красной гвардии и принимал участие в захвате нескольких учреждений государственной власти в Петрограде.
В феврале 1918 года вступил в ряды Красной Армии. Участвовал в Гражданской войне, будучи на военно-политической работе на фронте.
После Гражданской войны остался на военной службе. С октября 1923 года — помощник начальника агитационно-пропагандистского отдела политуправления Петроградского военного округа, с декабря 1924 — начальник организационного отдела — помощник начальника политуправления Ленинградского военного округа. В эти годы был близок к вождю ленинградских коммунистов Г. И. Зиновьеву, после снятия его с должности в феврале 1926 года был отправлен помощником командира 7-го стрелкового корпуса по политической части в Украинский военный округ. Однако в ноябре 1926 года вернулся в Ленинград на пост военного комиссара Военно-морской академии РККА. В сентябре 1929 года зачислен слушателем на курсы марксизма-ленинизма при Коммунистической академии, которые окончил в 1931 году.
По их окончании в том же году назначен заместителем начальника политуправления Морских сил Черного моря. С февраля 1932 года — член РВС и начальник политуправления Морских сил Черного моря (с 1935 года — Черноморского флота).
Делегат XVII съезда ВКП(б) от Крымской партийной организации.
С мая 1937 года — член Военного совета Черноморского флота. 10 августа 1937 года освобожден от занимаемой должности и зачислен в распоряжение Управления по комначсоставу РККА. 16 августа исключен из ВКП(б) по обвинению в принадлежности к «зиновьевской оппозиции» в 1920-х годах.
Проживал в Крымской области, город Севастополь, улица Ленина, дом 16. Арестован 30 августа 1937 года. На допросах под применением мер физического и морального воздействия оговорил себя, И. К. Кожанова, В. М. Орлова и других. Приговорён Военной коллегией Верховного Суда СССР к высшей мере наказания по обвинению в контрреволюционной деятельности (статьи 58-8, 58-9, 58-11 УК РСФСР). Расстрелян 26 ноября 1937 года. Реабилитирован 10 ноября 1956 года.
Жена — Анастасия Ефимовна Гугина (1897 г.р.) в феврале 1938 года была осуждена как ЧСИР к 8 годам лагерей, отбыла срок полностью, реабилитирована.

## Награды
- два ордена Красного Знамени (20.02.1933[8], 23.12.1935[9]).
- Орден Красной Звезды (29.11.1935)[10]